# Пущино
Пу́щино (рос. Пущино) — місто (з 1966) в Московській області, Росія; науковий центр Російської академії наук. Місто обласного підпорядкування. Розташований на правому березі річки Оки, приблизно, за 120 км на південь від Москви і 20 км від Серпухова. Навпроти Пущино, на лівому березі Оки, розташований Приоцько-Терасний біосферний заповідник. Іноді неофіційно, щоб уникнути плутанини з іншими однойменними населеними пунктами, використовують назву Пущино-на-Оці.
Населення міста — 20,1 тис. мешканців (2005). Відомий як біологічний науковий центр. У місті розташовано 9 науково-дослідних інститутів РАН.

## Історія
Рішення про будівництво наукового містечка АН СРСР було прийнято в 1956 році. Для будівництва було вибрано місце в Серпуховському районі Московської області поблизу відомої ще з XVI століття села Пущино. На початку XIX століття Пущино належало І. І. Пущину — другу Пушкіна.
Недалеко від цього місця в XII—XV століттях було розташовано місто Тешилов, земляні вали якого можна побачити і сьогодні.
В 1961 році був закладений перший камінь у фундамент будівлі Інституту біофізики Академії Наук СРСР, з якого до 1963 року виріс Пущинський Науковий центр біологічних досліджень. У 1966 році селище міського типу — академгородок Пущино — був перетворений в місто, а в 1975 році Пущино стало містом обласного підпорядкування.
В 1980-х роках стало центром міждисциплінарного проєкту «Екополіс» — який ставив на меті вивчати на практиці взаємозв'язок людини і природи у місті, себто формував практичну базу урбоекології. Одними з керівниками проєкту були психолог Брудний Арон Абрамович і еколог Кавтарадзе Дмитро Миколайович.
У жовтні 2005 року місто отримав офіційний статус наукограда Росії.

## Академічні інститути
- Інститут білка (ІБ РАН) [Архівовано 22 жовтня 2020 у Wayback Machine.]
- Інститут біофізики клітки (ІБК РАН) [Архівовано 14 грудня 2007 у Wayback Machine.]
- Інститут біохімії і фізіології мікроорганізмів ім. Г. К. Скрябина (ІБФМ РАН)
- Інститут математичних проблем біології (ІМПБ РАН) [Архівовано 28 лютого 2008 у Wayback Machine.]
- Інститут фундаментальних проблем біології (ІФПБ РАН)
- Інститут физико-хімічних і біологічних проблем ґрунтознавства (Іфхибпп РАН)
- Інститут теоретичної і експериментальної біофізики (ІТЕБ РАН)
- Філія інституту біоорганічної хімії ім. академіків М. М. Шемякіна і Ю. А. Овчинникова (ФІБХ РАН)
- Інститут біологічного приладобудування [Архівовано 12 квітня 2008 у Wayback Machine.] з дослідним виробництвом (ІБП РАН)
- Пущинськая радіоастрономічна обсерваторія Астрокосмічного центру Фізичного інституту ім. П. Н. Лебедева

## Виші
- Пущинський державний університет
- Філія Московського державного університету імені М. В. Ломоносова